# Celldömölki járás
A Celldömölki járás Vas vármegyéhez tartozó járás Magyarországon, amely 2013-ban jött létre. Székhelye Celldömölk. Területe 474,13 km², népessége 24 787 fő, népsűrűsége pedig 52 fő/km² volt 2013. elején. 2013. július 15-én két város (Celldömölk és Jánosháza) és 26 község tartozott hozzá.
A Celldömölki járás a járások 1983-as megszüntetése előtt is létezett, ezen a néven 1903-tól 1978 végi megszűnéséig. Korábbi neve Kiscelli járás volt, székhelye pedig Kiscell, mely 1903-ban egyesült Nemesdömölkkel.

## Települései
| Település          | Rang (2013. július 15.) | Közös hivatal | Kistérség (2013. január 1.) | Népesség (2013. január 1.) | Terület (km²) |
| ------------------ | ----------------------- | ------------- | --------------------------- | -------------------------- | ------------- |
| Celldömölk         | járásszékhely város     | Celldömölk    | Celldömölki                 | 11 156                     | 52,39         |
| Jánosháza          | város                   | Jánosháza     | Celldömölki                 | 2 553                      | 23,41         |
| Boba               | község                  | Jánosháza     | Celldömölki                 | 826                        | 10,95         |
| Borgáta            | község                  | Jánosháza     | Celldömölki                 | 134                        | 6,21          |
| Csönge             | község                  | Celldömölk    | Celldömölki                 | 382                        | 25,27         |
| Duka               | község                  | Jánosháza     | Celldömölki                 | 219                        | 15,24         |
| Egyházashetye      | község                  | Jánosháza     | Celldömölki                 | 326                        | 13,2          |
| Karakó             | község                  | Jánosháza     | Celldömölki                 | 188                        | 10,35         |
| Keléd              | község                  | Jánosháza     | Celldömölki                 | 82                         | 8,72          |
| Kemeneskápolna     | község                  | Jánosháza     | Celldömölki                 | 95                         | 4,97          |
| Kemenesmagasi      | község                  | Kenyeri       | Celldömölki                 | 826                        | 33,19         |
| Kemenesmihályfa    | község                  | Nagysimonyi   | Celldömölki                 | 492                        | 17,81         |
| Kemenespálfa       | község                  | Jánosháza     | Celldömölki                 | 396                        | 13,72         |
| Kemenessömjén      | község                  | Nagysimonyi   | Celldömölki                 | 606                        | 16,05         |
| Kemenesszentmárton | község                  | Kenyeri       | Celldömölki                 | 200                        | 4,29          |
| Kenyeri            | község                  | Kenyeri       | Celldömölki                 | 898                        | 33,96         |
| Kissomlyó          | község                  | Jánosháza     | Celldömölki                 | 219                        | 8,58          |
| Köcsk              | község                  | Jánosháza     | Celldömölki                 | 259                        | 12,58         |
| Mersevát           | község                  | Celldömölk    | Celldömölki                 | 598                        | 10,54         |
| Mesteri            | község                  | Celldömölk    | Celldömölki                 | 264                        | 11,69         |
| Nagysimonyi        | község                  | Nagysimonyi   | Celldömölki                 | 998                        | 15,67         |
| Nemeskeresztúr     | község                  | Jánosháza     | Celldömölki                 | 286                        | 12,17         |
| Nemeskocs          | község                  | Celldömölk    | Celldömölki                 | 300                        | 7,93          |
| Ostffyasszonyfa    | község                  | Celldömölk    | Celldömölki                 | 797                        | 34,31         |
| Pápoc              | község                  | Kenyeri       | Celldömölki                 | 276                        | 31,32         |
| Szergény           | község                  | Kenyeri       | Celldömölki                 | 325                        | 15,61         |
| Tokorcs            | község                  | Nagysimonyi   | Celldömölki                 | 347                        | 6,4           |
| Vönöck             | község                  | Kenyeri       | Celldömölki                 | 739                        | 17,6          |